# Vauda Canavese
 Vico Canavese  Olaszország Piemont régiójának, Torino megyének egy községe.

## Földrajza

Vauda Canavese község Torino megye térképén

A vele szomszédos települések: Busano, Rocca Canavese, Barbania, San Carlo Canavese, Front és San Francesco al Campo.